# Chō Tsuratatsu
Chō Tsuratatsu (長 連龍?; 9 settembre 1546 – 18 marzo 1619) è stato un daimyō giapponese del periodo Sengoku, servitore dei clan Hatakeyama, Oda e Maeda della provincia di Kaga.

## Biografia
Figlio di Chō Tsugutsura, Tsuratatsu era originario della provincia di Noto. Nel 1577 il fratello maggiore di Tsuratatsu, Tsunatsura, si unì a Oda Nobunaga durante la sua invasione di Noto, e convinse Tsuratatsu a fare lo stesso, così la famiglia Chō divenne il braccio Oda all'interno della provincia.  Partecipò alla battaglia di Tedorigawa nel 1577 e sostenne il suo padrone impegnandosi ripetutamente in conflitti contro gli Ikkō-ikki, e in particolare assistette Shibata Katsuie nella sua campagna per liberare la provincia di Kaga dall'influenza degli Ikki nel 1580. Nobunaga gli concesse in seguito della terra confiscata dal santuario di Isurugi della provincia di Echizen. Nello stesso anno Tsuratatsu divenne uno yoriki di alto rango sotto la giurisdizione di Maeda Toshiie, ma in seguito fu nominato vassallo diretto del clan Maeda dopo l'incidente di Honnō-ji.
Tsuratatsu assistette Tokugawa Ieyasu nella campagna Sekigahara del 1600. Morì in quella che oggi è Nanao, nel 1619. I suoi discendenti continuarono a servire il clan Maeda, e ricevettero uno stipendio di 30.000 koku, detenendo il ruolo di karō.
Uno dei discendenti di Tsuratatsu, Chō Tsurahide, fu uno degli assassini di Ōkubo Toshimichi.